# 人鱼海豹属
人鱼海豹属（学名：Kawas）是海豹科下的一个属。

## 下属物种
本属包括以下物种：
- 贝氏人鱼海豹 Kawas benegasorum Cozzuol, 2001，贝内加斯人鱼海豹